# Shannon Racing
Shannon Racing, także Shannon Racing Team – irlandzko-włoski zespół wyścigowy, rywalizujący w Formule 3 i Międzynarodowej Formule 3000, przez krótki okres 1996 roku właściciel Forti w Formule 1.

## Historia
Shannon Racing Team był spółką zarejestrowaną w Dublinie, zależną od innej zarejestrowanej w tym mieście firmy, FinFirst. FinFirst była włoską grupą przemysłową i finansową, należącą do Niemca polskiego pochodzenia Bena Gartza, która chciała wykorzystać sporty motorowe do rozprzestrzenienia swojej nazwy na arenie międzynarodowej.

### Niższe formuły
W 1996 roku zespół uczestniczył w trzech europejskich mistrzostwach Formuły 3 oraz w Międzynarodowej Formule 3000. Kierowca zespołu we Włoskiej Formule 3, Andrea Boldrini, zdobył tytuł mistrzowski w tej serii. W Międzynarodowej Formule 3000 kierowcami Shannon byli Tom Kristensen (w dwóch eliminacjach) i Luca Rangoni (w jednej). Kristensen wywalczył pole position do wyścigu w Pau.

### Formuła 1
Pierwotnie zespół planował dołączyć do Formuły 1 w roku 1998, łącząc się z Minardi. Mimo to w 1996 roku, pomiędzy Grand Prix Monako a Grand Prix Hiszpanii, grupa zdołała zakupić 51% udziałów w zespole Forti. Umowa została podpisana na 1996 rok z opcją przedłużenia na sezon 1997. Zakup udziałów został ogłoszony przez Aarona Colombo, właściciela specjalizującej się w kompozytach firmy Belco Avia, która była pośrednikiem w porozumieniu między Forti i Shannon. W związku ze zmianami własnościowymi do zespołu dołączyli dyrektor generalny Daniele Coronna oraz projektant George Ryton. Kierowcami pozostali Luca Badoer i Andrea Montermini. Na Grand Prix Hiszpanii samochody Forti zostały przemalowane na kolory czerwony, biały i zielony. Kierowcy nie zakwalifikowali się do Grand Prix Hiszpanii, ale obaj zdołali zakwalifikować się do Grand Prix Kanady, przed którym to Grand Prix nowym sponsorem została firma Sokół. Mimo to żaden z kierowców nie dojechał do mety.
Oficjalne porozumienie między Forti i Shannon zostało podpisane 30 czerwca 1996, a grupa Shannon miała sześć dni na wpłatę należności. Nie dotrzymała ona jednak tego terminu, nie płacąc zespołowi żadnych pieniędzy. Spowodowało to, że Forti nie było w stanie spłacić zaległości finansowych Cosworthowi. Badoer i Montermini nie zdołali ukończyć Grand Prix Francji, ponieważ silniki w ich samochodach miały znaczny przebieg. Na Grand Prix Wielkiej Brytanii Cosworth odmówił dostarczenia Forti nowych silników i kierowcy zespołu nie zakwalifikowali się, zatrzymując się w kwalifikacjach po dwóch okrążeniach.
W związku z niezapłaceniem Forti pieniędzy Guido Forti podał grupę Shannon do włoskiego sądu. Podczas Grand Prix Niemiec zespół Forti, nie dysponując silnikami, nie wyjechał z garażu. Po tym Grand Prix Forti nie zdołał zapewnić sobie deklarowanych sponsorów, w tym azjatyckiego banku, dzięki czemu mógłby pojechać na Grand Prix Węgier. W związku z tym zespół upadł. Shannon natomiast wycofał się ze wszystkich formuł, w których rywalizował. We wrześniu sąd przyznał prawa do własności Guido Fortiemu, jednakże nie było to w stanie uratować zespołu.

## Wyniki w Formule 3000
| Legenda oznaczeń w tabelach wyników Wyświetl szablon na nowej stronie | Legenda oznaczeń w tabelach wyników Wyświetl szablon na nowej stronie                                                                     |
| Oznaczenie                                                            | Wyjaśnienie |
| --------------------------------------------------------------------- | --- |
| Złoty                                                                 | Zwycięzca lub mistrzostwo |
| Srebrny                                                               | 2. miejsce lub wicemistrzostwo |
| Brązowy                                                               | 3. miejsce lub II wicemistrzostwo |
| Zielony                                                               | Ukończył, punktował (w klasyfikacji generalnej, gdy zdobył co najmniej jeden punkt na przestrzeni sezonu, poza trzema powyższymi opcjami) |
| Niebieski                                                             | Ukończył, nie punktował (w klasyfikacji generalnej, gdy nie zdobył co najmniej jednego punktu na przestrzeni sezonu)                      |
| Czerwony                                                              | Nie zakwalifikował się (NZ) |
| Czerwony                                                              | Nie prekwalifikował się (NPK) |
| Różowy                                                                | Nie ukończył (NU) |
| Różowy                                                                | Niesklasyfikowany (NS) (w klasyfikacji generalnej, gdy nie został sklasyfikowany w żadnym wyścigu sezonu)                                 |
| Czarny                                                                | Zdyskwalifikowany (DK) |
| Czarny                                                                | Wykluczony (WYK/EX) |
| Biały                                                                 | Nie wystartował (NW) |
| Biały                                                                 | Kontuzjowany (K/INJ) |
| Biały                                                                 | Wyścig odwołany (OD/C) |
| Bez koloru                                                            | Został wycofany (WYC/WD) |
| Bez koloru                                                            | Nie przybył (NP/DNA) |
| Bez koloru                                                            | Nie brał udziału w treningach (NT/DNP) |
| Bez koloru                                                            | Nie został zgłoszony (–) |
| Pogrubienie                                                           | Start z pole position |
| Kursywa                                                               | Najszybsze okrążenie wyścigu |
| †                                                                     | Nie ukończył, ale jego rezultat został zaliczony ze względu na przejechanie więcej niż 90% dystansu wyścigu.                              |
| *                                                                     | Sezon w trakcie |
| 1/2/3                                                                 | Punktowana pozycja w sprincie kwalifikacyjnym                                                                                             |
| Lista systemów punktacji Formuły 1                                    | |

| Sezon | Zespół         | Samochód   | Kierowcy       | Wyniki w poszczególnych eliminacjach | Wyniki w poszczególnych eliminacjach | Wyniki w poszczególnych eliminacjach | Wyniki w poszczególnych eliminacjach | Wyniki w poszczególnych eliminacjach | Wyniki w poszczególnych eliminacjach | Wyniki w poszczególnych eliminacjach | Wyniki w poszczególnych eliminacjach | Wyniki w poszczególnych eliminacjach | Wyniki w poszczególnych eliminacjach | Wyniki kierowców | Wyniki kierowców |
| 1996  |                |            |                | Niemcy                               | Francja                              | Włochy                               | Niemcy                               | Wielka Brytania                      | Belgia                               | Francja                              | Portugalia                           | Włochy                               | Niemcy                               | Pkt.             | Msc.             |
| ----- | -------------- | ---------- | -------------- | ------------------------------------ | ------------------------------------ | ------------------------------------ | ------------------------------------ | ------------------------------------ | ------------------------------------ | ------------------------------------ | ------------------------------------ | ------------------------------------ | ------------------------------------ | ---------------- | ---------------- |
| 1996  | Shannon Racing | Lola-Zytek | Tom Kristensen | 4                                    | NU                                   | -                                    | -                                    | -                                    | -                                    | -                                    | -                                    | -                                    | -                                    | 3 (18)           | 6                |
| 1996  | Shannon Racing | Lola-Zytek | Luca Rangoni   | -                                    | 6                                    | -                                    | -                                    | -                                    | -                                    | -                                    | -                                    | -                                    | -                                    | 1                | 17               |